# Ramon Nogué i Audinis
Ramon Nogué i Audinis (Sant Hipòlit de Voltregà, 4 de juny de 1946) és un antic jugador d'hoquei sobre patins català de les dècades de 1960 i 1970.

## Trajectòria
Es formà al CP Voltregà, que en 1961 es proclamà campió d'Espanya juvenil. Després jugà al filial Inriva, amb el que ascendí a Primera Divisió. Amb la selecció espanyola fou campió d'Europa júnior el 1965. Jugà al CP Voltregà entre 1966 i 1978, excepte una breu estada al Follonica Hockey el 1969. Fou considerat el millor jugador d'hoquei patins del seu moment. En el seu palmarès destaquen 3 lligues, 3 copes, 3 copes d'Europa, 1 campionat d'Europa i 4 del Món.

## Palmarès
CP Voltregà
- Copa d'Europa:
  - 1965-66, 1974-75 i 1975-76

- Lliga espanyola:
  - 1964-65, 1974-75 i 1975-76

- Campionat d'Espanya:
  - 1969, 1974, 1977

Espanya
- Campionat del Món:
  - 1966, 1970, 1972, 1976

- Campionat d'Europa:
  - 1969

- Copa de les Nacions:
  - 1967, 1975